# Adriana Málková
Adriana Málková (Praga, 11 de octubre de 1976) es una actriz pornográfica retirada y modelo erótica checa.

## Biografía
Málková creció en Praga, donde comenzó a trabajar como estilista y bailarina. Durante un viaje a los Estados Unidos en 1996 decidió entrar en la industria pornográfica. No obstante, dejaría esta faceta apartada, ya que en sus once años de carrera -se retiró en 2007- solo rodó 30 películas.
Más que su faceta como actriz porno, destaca la de modelo de adultos, conocida especialmente en Holanda, donde ha sido portada de diversas revistas especializadas como Penthouse, Hustler, Foxy o Aktueel. Ha sido también la cara de las tiendas eróticas Christine LeDuc.
Hasta 2003 trabajó casi exclusivamente para una agencia de modelos neerlandesa de La Haya. No obstante, ha recibido contratos y trabajado en toda Europa, apareciendo también en publicaciones británicas, italianas, alemanas, francesas, portuguesas o españolas.
Algunos ejemplos de su filmografía fueron Clit Club, Do It Yourself 2, Footsie Babes 3, Girl Girl Studio 3 y SexHibition 3.